# نرکویس
نرکویس (به انگلیسی: Nercwys) یک منطقهٔ مسکونی در بریتانیا است که در Flintshire واقع شده‌است. نرکویس ۵۸۵ نفر جمعیت دارد.